# Ebola (flod)
 For alternative betydninger, se Ebola. (Se også artikler, som begynder med Ebola)
Ebola er en flod i den nordlige del af den Demokratiske Republik Congo. Den er hovedtilløbet til floden Mongala som igen er en biflod til Congofloden.
3°36′42″N 22°49′45″Ø / 3.6118°N 22.8292°Ø